# Fotboll vid panamerikanska spelen
Fotboll vid panamerikanska spelen har spelats sedan premiäråret 1951. Damturneringen tillkom 1999.

## Historisk överblick över grenar
| Grenar / År         | 1951 | 1955 | 1959 | 1963 | 1967 | 1971 | 1975 | 1979 | 1983 | 1987 | 1991 | 1995 | 1999 | 2003 | 2007 | 2011 | 2015 | 2019 | 2023 |
| ------------------- | ---- | ---- | ---- | ---- | ---- | ---- | ---- | ---- | ---- | ---- | ---- | ---- | ---- | ---- | ---- | ---- | ---- | ---- | ---- |
| Damernas turnering  |      |      |      |      |      |      |      |      |      |      |      |      | X    | X    | X    | X    | X    | X    | X    |
| Herrarnas turnering | X    | X    | X    | X    | X    | X    | X    | X    | X    | X    | X    | X    | X    | X    | X    | X    | X    | X    | X    |

## Medaljsammanfattning

### Damernas turnering
| Spel (gren) | Värdort – damernas fotboll             | Final     | Final              | Final     | Match om tredjepris | Match om tredjepris | Match om tredjepris |
| Spel (gren) | Värdort – damernas fotboll             | Vinnare   | Resultat           | Tvåa      | Trea                | Resultat            | Fyra                |
| ----------- | -------------------------------------- | --------- | ------------------ | --------- | ------------------- | ------------------- | ------------------- |
| 1999        | Winnipeg, Kanada                       | USA       | 1 – 0              | Mexiko    | Costa Rica          | 1 – 1 (4 – 3 str.)  | Kanada              |
| 2003        | Santo Domingo, Dominikanska republiken | Brasilien | 2 – 1 (e.f.)       | Kanada    | Mexiko              | 4 – 1               | Argentina           |
| 2007        | Rio de Janeiro, Brasilien              | Brasilien | 5 – 0              | USA       | Kanada              | 2 – 1               | Mexiko              |
| 2011        | Guadalajara, Mexiko                    | Kanada    | 1 – 1 (4 – 3 str.) | Brasilien | Mexiko              | 1 – 0               | Colombia            |
| 2015        | Toronto, Kanada                        | Brasilien | 4 – 0              | Colombia  | Mexiko              | 2 – 1               | Kanada              |
| 2019        | Lima, Peru                             | Colombia  | 1 – 1 (7 – 6 str.) | Argentina | Costa Rica          | 1 – 0               | Paraguay            |
| 2023        | Santiago, Chile                        | Mexiko    | 1 – 0              | Chile     | USA U19             | 2 – 0               | Argentina           |

### Herrarnas turnering
Turneringen spelades som serie åren 1951–1963, utan final och match om tredje pris. 1971 användes gruppspel följt av seriespel. 1983 deltog bara tre lag i slutomgången, varför inget lag slutade fyra. Sedan 1999 är turneringen en ungdomsturnering med varierad åldersgräns. Under mästerskapen som spelades 2003 och 2007 var det varierade åldersgränser, beroende på vilket förbund man tillhörde.
| Spel (gren) | Värdort – herrarnas fotboll | Vinnare   | Tvåa       | Trea                    | Fyra      |
| ----------- | --------------------------- | --------- | ---------- | ----------------------- | --------- |
| 1951        | Buenos Aires, Argentina     | Argentina | Costa Rica | Chile                   | Venezuela |
| 1955        | Mexico City, Mexiko         | Argentina | Mexiko     | Nederländska Antillerna | Venezuela |
| 1959        | Chicago, USA                | Argentina | Brasilien  | USA                     | Haiti     |
| 1963        | São Paulo, Brasilien        | Brasilien | Argentina  | Chile                   | Uruguay   |

| Spel (gren) | Värdort – herrarnas fotboll, forts. | Final   | Final      | Final   | Match om tredjepris | Match om tredjepris | Match om tredjepris |
| Spel (gren) | Värdort – herrarnas fotboll, forts. | Vinnare | Resultat   | Tvåa    | Trea                | Resultat            | Fyra                |
| ----------- | ----------------------------------- | ------- | ---------- | ------- | ------------------- | ------------------- | ------------------- |
| 1967        | Winnipeg, Kanada                    | Mexiko  | 4–0 (e.f.) | Bermuda | Trinidad och Tobago | 4–1                 | Kanada              |

| Spel (gren) | Värdort – herrarnas fotboll, forts. | Vinnare   | Tvåa     | Trea | Fyra                |
| ----------- | ----------------------------------- | --------- | -------- | ---- | ------------------- |
| 1971        | Cali, Colombia                      | Argentina | Colombia | Kuba | Trinidad och Tobago |

| Spel (gren) | Värdort – herrarnas fotboll, forts.    | Final              | Final          | Final                                                  | Match om tredjepris | Match om tredjepris                   | Match om tredjepris                   |
| Spel (gren) | Värdort – herrarnas fotboll, forts.    | Vinnare            | Resultat       | Tvåa                                                   | Trea                | Resultat                              | Fyra                                  |
| ----------- | -------------------------------------- | ------------------ | -------------- | ------------------------------------------------------ | ------------------- | ------------------------------------- | ------------------------------------- |
| 1975        | Mexico City, Mexiko                    | Mexiko · Brasilien | 1–1 (e.f.)     | Finalen slutade oavgjort, man delade på förstaplatsen. | Argentina           | 2–0                                   | Costa Rica                            |
| 1979        | San Juan, Puerto Rico                  | Brasilien          | 3–0            | Kuba                                                   | Argentina           | 2–0                                   | Costa Rica                            |
| 1983        | Caracas, Venezuela                     | Uruguay            |                | Guatemala                                              | Brasilien           | Enbart tre lag deltog i slutomgången. | Enbart tre lag deltog i slutomgången. |
| 1987        | Indianapolis, USA                      | Brasilien          | 2–0 (e.f.)     | Chile                                                  | Argentina           | 0–0 (5–4 str.)                        | Mexiko                                |
| 1991        | Havanna, Kuba                          | USA                | 2–1 (e.f.)     | Mexiko                                                 | Kuba                | 1–0                                   | Honduras                              |
| 1995        | Mar del Plata, Argentina               | Argentina          | 0–0 (5–4 str.) | Mexiko                                                 | Colombia            | 3–0                                   | Honduras                              |
| 1999        | Winnipeg, Kanada                       | Mexiko U23         | 3–1            | Honduras U23                                           | USA U23             | 2–1                                   | Kanada U23                            |
| 2003        | Santo Domingo, Dominikanska republiken | Argentina U20      | 1–0            | Brasilien U20                                          | Mexiko U23          | 0–0 (5–4 str.)                        | Colombia U20                          |
| 2007        | Rio de Janeiro, Brasilien              | Ecuador U17        | 2–1            | Jamaica U20                                            | Mexiko U20          | 1–0                                   | Bolivia U17                           |
| 2011        | Guadalajara, Mexiko                    | Mexiko U22         | 1–0            | Argentina U22                                          | Uruguay U22         | 2–1                                   | Costa Rica U22                        |
| 2015        | Toronto, Kanada                        | Uruguay U22        | 1–0            | Mexiko U22                                             | Brasilien U22       | 3–1 (e.f.)                            | Panama U22                            |
| 2019        | Lima, Peru                             | Argentina U23      | 4–1            | Honduras U23                                           | Mexiko U23          | 1–0                                   | Uruguay U23                           |
| 2023        | Santiago, Chile                        | Brasilien U23      | 1–1 (4–2 str.) | Chile U23                                              | Mexiko U23          | 4–1                                   | USA U23                               |